# 海洋自主號

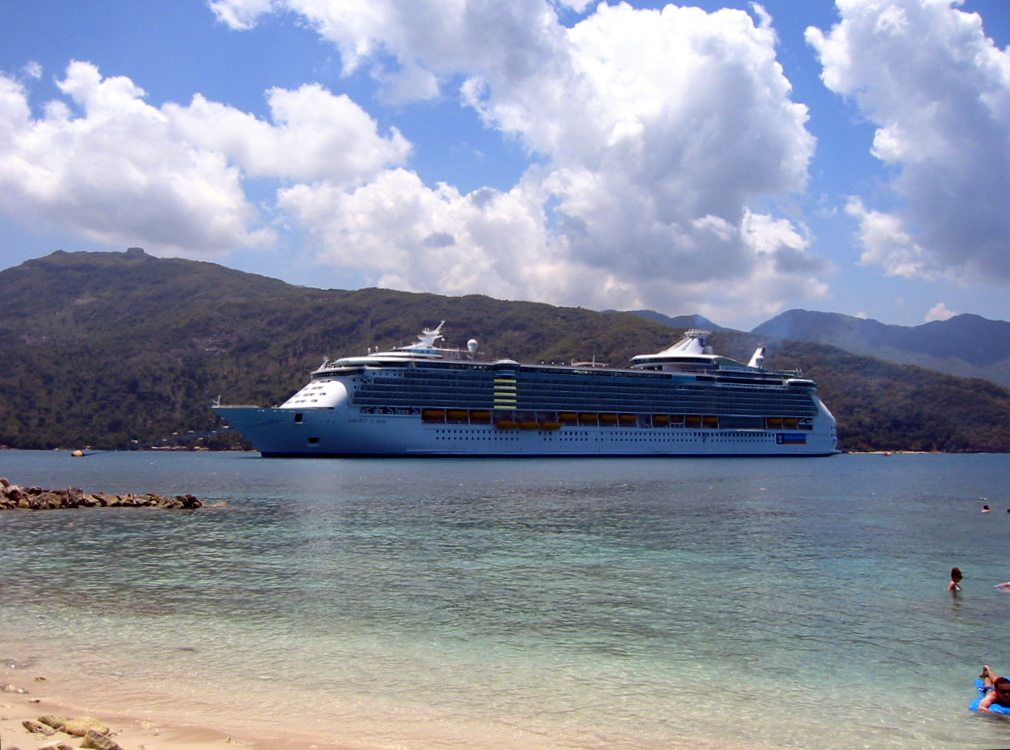
停泊於海地拉巴地的海洋自主號

海洋自主號（英語：Liberty of the Seas）是皇家加勒比於2007年5月首航的自由級郵輪。全船共15層，可容納3,634名乘客及1,360名員工。該船最初公佈的名稱為海洋奮進號，及後改為現稱。

## 外部連結
- official website （页面存档备份，存于）